# كريس دالي (لاعب كريكت)
كريس دالي (15 سبتمبر 1961 بكانتربيري في المملكة المتحدة - ) (بالإنجليزية: Chris Dale)‏ هو لاعب كريكت بريطاني. لعب مع نادي مقاطعة غلوستر للكريكت ‏ وKent County Cricket Club ‏.

## وصلات خارجية
- كريس دالي على موقع إي آس بي آن كريك إنفو (الإنجليزية)